# Israel Yinon
Israel Yinon (11 de enero de 1956 - 29 de enero de 2015) fue un director de orquesta israelí. Fue un director invitado para numerosas orquestas de todo el mundo, incluyendo la Royal Philharmonic y la Sinfónica de Viena. Se especializó en la reactivación de obras de compositores alemanes olvidados que fueron prohibidas por Adolf Hitler.
Yinon murió tras sufrir un colapso en el escenario en un concierto de la juventud en la Universidad de Lucerna de Artes y Ciencias Aplicadas de Suiza. Tenía 59 años de edad al momento de su fallecimiento.